# Huejúcar (kommun)
Huejúcar är en kommun i Mexiko.   Den ligger i delstaten Jalisco, i den centrala delen av landet, 500 km nordväst om huvudstaden Mexico City. Antalet invånare är 5 236. Arean är 550 kvadratkilometer.
Terrängen i Huejúcar är huvudsakligen kuperad, men åt nordost är den platt.
Följande samhällen finns i Huejúcar:
- Huejúcar
- San Rafael de Díaz